# Bloodride
Bloodride, est une série télévisée d'anthologie norvégien en 6 épisodes de 27–33 minutes créée par Kjetil Indregard et Atle Knudsen, et diffusée le 13 mars 2020 sur Netflix,.
Bloodride est sorti le vendredi 13 mars 2020 sur Netflix,

## Synopsis
L'intrigue tourne autour d'un bus et de son chauffeur qui voyagent au milieu de la nuit sous la pluie. Dans chaque épisode, l'un des passagers quitte le bus et devient le centre d'intérêt de l'épisode,,.

## Distribution
- Stig R. Amdam : Edmund Bråthen

- Anna Bache-Wiig : Iselin
- Ellen Bendu : Sanna
- Bjørn Birch : Kloppen
- Pia Borgli : Margrethe
- Simen Bostad : Marcus
- Mette Spjelkavik Enoksen : Monika
- Elias Er-Rachidi Freuchen : Odd
- Molly Gavin : Sissel
- David Haack : Georg
- Jasmine Haugen : Unni
- Benjamin Helstad : Otto
- Dagny Backer Johnsen : Olivia
- Rebekka Jynge : Kristin
- Sophia Kaushal : Butikkdame
- Karl Vidar Lende : Paul
- Hilde Olausson : Fru Kloppen
- Henrik Rafaelsen : Alex
- Kingsford Siayor : Abdi
- Emma Spetalen Magnusson : Katja
- Silje Storstein : Helene
- Bjørnar Teigen : Leon
- Trond Teigen : Philip
- Isabel Beth Toming : Oda
- Erlend Rødal Vikhagen : Erik
- Rj Wayne : Bill
- Ine Marie Wilmann : Molly
- Frode Winther : Rektor Ogland
- Ella Indregard Yttri : Mari
- Ingrid Anne Yttri : Trine
- Ingunn Øien : Agda

## Épisodes
1. Sacrifice ultime
2. Trois frères fous
3. Un terrible écrivain
4. Rats de laboratoire
5. La vieille école
6. La tête dans le sable

## Réception
Sur Rotten Tomatoes, la série détient un taux d'approbation de 60 % sur la base de 25 avis du public, avec une note moyenne de 3,6.
Robin Mahler de Nau.ch a décrit la série comme « un solide en-cas pour les fans du genre ». « Le fait que toutes les nouvelles ne soient pas efficaces peut être surmonté étant donné la courte durée de leur diffusion. Au moins les trois premiers épisodes sont recommandés à ceux qui sont à l'aise avec les éclaboussures légères et l'humour noir. »